# Paibi (sockenhuvudort i Kina, Hunan Sheng, lat 28,38, long 109,53)
Paibi (kinesiska: 排碧, 排碧乡) är en sockenhuvudort i Kina. Den ligger i provinsen Hunan, i den södra delen av landet, omkring 340 kilometer väster om provinshuvudstaden Changsha. Antalet invånare är 8 712. Befolkningen består av 4 299 kvinnor och 4 413 män. Barn under 15 år utgör 22,0 %, vuxna 15-64 år 67 %, och äldre över 65 år 10,0 %.
Runt Paibi är det tätbefolkat, med 319 invånare per kvadratkilometer. Närmaste större samhälle är Shuitianhe, 17,3 km norr om Paibi. I omgivningarna runt Paibi växer huvudsakligen savannskog.
Genomsnittlig årsnederbörd är 1 848 millimeter. Den regnigaste månaden är maj, med i genomsnitt 327 mm nederbörd, och den torraste är januari, med 41 mm nederbörd.